# Келей
Келе́й (др.-греч. Κελεός) — в древнегреческой мифологии первый царь Элевсина. 
Автохтон. Муж Метаниры, отец Демофонта, Диогении, Паммеропы и Сесары, царь города Элевсин, в котором оказалась Деметра во время своих скитаний после похищения Аидом Персефоны и в доме которого она жила. Также отец Абанта, который был превращён в ящерицу богиней Деметрой за проявленное к ней неуважение.
Либо отец Триптолема, либо родственник Деметры и Триптолема. Возможно, его имеет в виду Плутарх, говоря, что он первым учредил пританей. Дочери Келея похоронены в Элевсине.